# علم جمهورية أرتساخ

علم ناغورني قرة باغ

أعتمد علم جمهورية أرتساخ في 2 حزيران - يونيو من سنة 1992. نسبة العرض إلى الارتفاع للعلم هي 1:2.

## الرمزية
يمثل الأحمر النضال المستمر للشعب الأرمني من أجل الوجود والإيمان المسيحي والاستقلال والحرية، ويمثل الأزرق إرادة الشعب الأرمني للعيش تحت سماء مسالمة والبرتقالي تضامن وعمل الشعب الأرمني. والنمط الأبيض يمثل جبال آرتساخ الأرمنية، ويشكل أيضًا سهمًا يشير غربًا يرمز إلى التطلع إلى الاتحاد مع أرمينيا. ويمثل الشكل المثلث أرتساخ كونها منطقة منفصلة من أرمينيا. ويرمز النمط الأبيض على العلم أيضًا إلى الهوية الوطنية.